# Bénac, Hautes-Pyrénées
Bénac là một xã thuộc tỉnh Hautes-Pyrénées trong vùng Occitanie tây nam nước Pháp. Khu vực này có độ cao trung bình 386 mét trên mực nước biển.